# Troll (együttes)
A Troll norvég szimfonikus black metal együttes.

## Története
A Trollt az akkor 14 éves Nagash alapította 1992-ben, Oslóban. Ekkor még "Abbadon's Realm" volt a nevük. 1993-ban változtatták Trollra. Karrierjük kezdetén "sima" black metalt játszottak. A Troll első nagylemezét 1995-ben adta ki, amelyet 1996-ban követett a második. 2000-ben, 2001-ben és 2010-ben is megjelentettek lemezeket.
Hangzásviláguk változott az évek alatt, újabb albumaikon több szimfonikus elem is hallható. A sátánista imázst és a kereszténygyűlölő szövegeket leváltották a szimfonikus hangszerek. A Troll eleinte szóló projekt volt, az évek alatt viszont teljes jogú zenekarrá változott. Nagash jelenleg a The Kovenant tagja, korábban a Dimmu Borgirban is játszott.

## Tagok
- Nagash - ének, összes hangszer
- Tlaloc - vokál, gitár
- Sturt - basszusgitár
- Exilis - billentyűk
- Telal - dob

## Korábbi tagok
- Glaurung - basszusgitár (1993)
- Fafnir - ének (1993, 1998-2003)
- Blackheart - billentyűk (1998-2003)
- Hellhammer - dob (1998-2003)
- Sensei Ursus Major - basszusgitár (1998-2003)
- Abyr - vokál, gitár (2007-2008)
- Vold - vokál, basszusgitár (2007-2011)
- Ygg - dob (2008-2013)

## Diszkográfia
- Trollstorm over Nidingjuv (demó, 1995)
- Drep de kristne (1996)
- The Last Predators (2000)
- Universal (2001)
- Neo-Satanic Supremacy (2010)
- Tilbake til Trollberg / Dead Speak Silence, Bones Speak Truth (split lemez, 2014)